# Coppa del Belgio 2010-2011
La Coppa del Belgio 2010-2011 (detta anche Cofidis Cup per motivi di sponsorizzazione) è stata la 56ª edizione del torneo. È iniziata il 25 luglio 2010 ed è terminata il 21 maggio 2011. Lo Standard Liegi ha vinto il trofeo per la sesta volta, battendo in finale il Westerlo.

## Finale
| Arbitro: | Frank De Bleeckere |

|                              |           |  |
| E. Mangala 34’ A. Mravac 61’ | Marcatori |  |

| Standard Liegi | Westerlo |